# Países nórdicos

Localização dos países nórdicos (Noruega, Suécia, Finlândia, Dinamarca e Islândia) na Europa

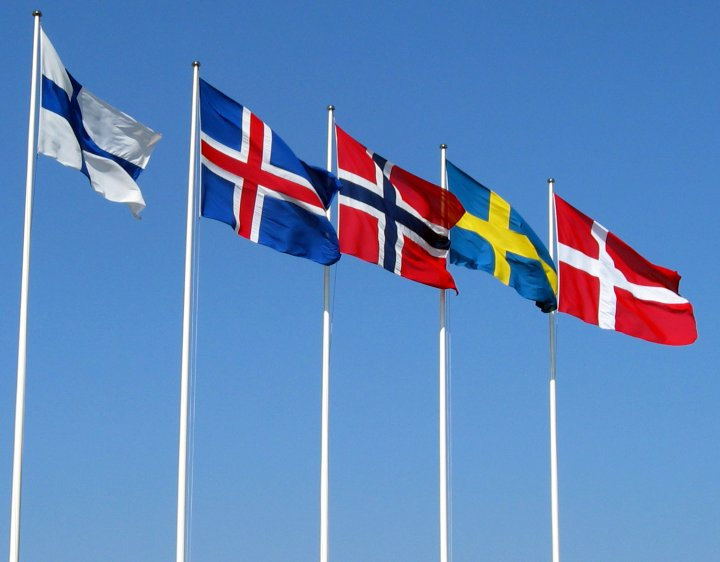
Bandeiras dos cinco países nórdicos

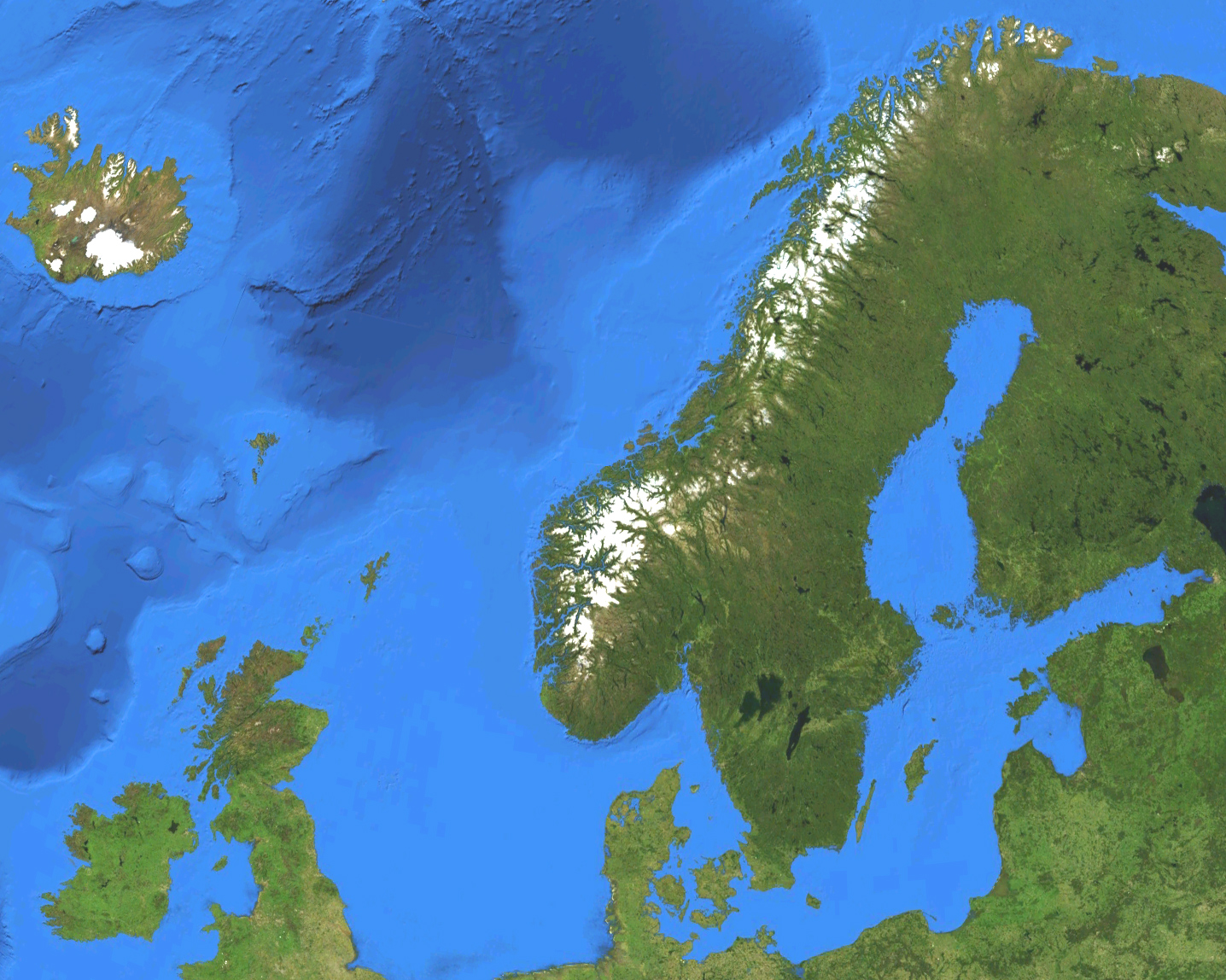
Imagem de satélite dos países nórdicos

Os países nórdicos constituem uma região da Europa setentrional e do Atlântico Norte, composta pela Dinamarca, Finlândia, Islândia, Noruega e Suécia, e as regiões autónomas das Ilhas Faroé, arquipélago da Åland e Groenlândia.
O termo "Escandinávia" é por vezes utilizado como sinônimo para os países nórdicos, embora dentro desses países os termos sejam considerados distintos. Os países escandinavos são a Noruega, a Suécia e a Dinamarca. Os países nórdicos são os países escandinavos e a Finlândia e a Islândia.

A região de cinco estados-nação e três regiões autônomas compartilham uma história em comum, bem como afinidades culturais e sociais em suas respectivas sociedades, com reflexo nos sistemas políticos e no modelo nórdico. Politicamente, os países nórdicos não formam uma entidade separada, mas cooperam no âmbito do Conselho Nórdico e, em menor grau, da União Europeia. Linguisticamente, a área é dominada pelas línguas nórdicas - o dinamarquês, o sueco, o norueguês, o feroês e o islandês - e pelo finlandês, e minoritariamente pelas línguas lapônicas. Os países nórdicos têm uma população combinada de cerca de 25 milhões de pessoas espalhadas por uma área de terra de 3,5 milhões de km² (a Groenlândia corresponde por 60% da área total).
Desde a sua independência da União Soviética em 1991, a Estônia também se apresenta como um país nórdico, apesar de ser geralmente considerado um dos países bálticos. O povo estoniano é íntima e etnicamente ligado aos finlandeses e fala um idioma similar ao finlandês. O país tem ligações culturais e históricas também com a Suécia e a Dinamarca. Em 1999 o ex-presidente da Estónia, Toomas Hendrik Ilves, descreveu o seu país como "um país nórdico". Inclusive, os próprios estonianos se consideram mais nórdicos do que bálticos.

## Índices

### Desenvolvimento humano
Retirado de Países de elevado desenvolvimento humano, no artigo Índice de Desenvolvimento Humano
| Posição no ranking mundial | País      | IDH (2017) |
| -------------------------- | --------- | ---------- |
| 1                          | Noruega   | 0,953      |
| 6                          | Islândia  | 0,935      |
| 7                          | Suécia    | 0,933      |
| 11                         | Dinamarca | 0,929      |
| 15                         | Finlândia | 0,920      |

### PIB (em bilhões de dólares)
| Posição no ranking mundial | País      | PIB (2017) |
| -------------------------- | --------- | ---------- |
| 23                         | Suécia    | 538 575    |
| 29                         | Noruega   | 396 457    |
| 36                         | Dinamarca | 324 484    |
| 44                         | Finlândia | 253 244    |
| 106                        | Islândia  | 23 909     |

### PIBper capita
| Posição no ranking mundial | País      | PIB per capita (2017) |
| -------------------------- | --------- | --------------------- |
| 3                          | Noruega   | 74 941                |
| 5                          | Islândia  | 70 332                |
| 9                          | Dinamarca | 56 444                |
| 11                         | Suécia    | 53 218                |
| 15                         | Finlândia | 46 017                |

### Liberdade econômica
| Posição no ranking mundial | País      | ILE  |
| -------------------------- | --------- | ---- |
| 11                         | Islândia  | 77,1 |
| 14                         | Dinamarca | 76,7 |
| 19                         | Suécia    | 75,2 |
| 20                         | Finlândia | 74,9 |
| 26                         | Noruega   | 73,0 |